# Freshlyground
I Freshlyground sono un gruppo musicale sudafricano, formatosi a Città del Capo nel 2002. I membri del gruppo provengono dal Sudafrica, dal Mozambico e dallo Zimbabwe. Stilisticamente, i Freshlyground incorporano elementi della tradizione musicale sudafricana (come la kwela ed il locale folk), blues e jazz, oltre che elementi di indie rock. La principale cantante del gruppo è Zolani Mahola, la cui voce caratteristica è uno dei segni distintivi del gruppo. Il gruppo ha pubblicato quattro album ed ha partecipato anche al brano Waka Waka (This Time for Africa) di Shakira, inno ufficiale dei mondiali di calcio del 2010, esibendosi anche durante la cerimonia d'apertura e quella conclusiva dei mondiali. Nel 2006 è stato il primo gruppo africano ad aver vinto un MTV Video Music Award.

## Formazione
- Zolani Mahola – voce
- Simon Attwell – flauto, mbira, armonica a bocca
- Peter Cohen – batteria
- Kyla Rose Smith – violino, voce
- Julio "Gugs" Sigauque – chitarra acustica
- Josh Hawks – basso, voce
- Seredeal "Shaggy" Scheepers – tastiera, percussioni, voce

## Discografia
- 2003 – Jika Jika
- 2004 – Nomvula
- 2007 – Ma' Cheri
- 2010 – Radio Africa